# カール・ヨーゼフ・ベガス
カール・ヨーゼフ・ベガス（Carl Joseph Begas、改名前の姓の綴りはBegasse、1794年9月30日 - 1854年11月24日）は、ドイツの画家である。

## 略歴
オランダとの国境の町ハインスベルク（Heinsberg）で生まれた。フランスからベルギーに亡命したカルヴァン派（ユグノー）の子孫で、父親は法律家であった。ケルンやボンで芸術的教育を受けた後、1813年にパリに出て、アントワーヌ＝ジャン・グロに学んだ。1814年にプロイセン王、フリードリヒ・ヴィルヘルム3世に認められ、ベルリンに招かれ、奨学金を与えられた。1822年には、イタリアに留学し、ナザレ派の人々らと交流した。この頃、姓の綴りをドイツ風に改めた。
1825年からベルリンに住むようになり、ベルリンのプロイセン王立芸術アカデミーの会員となり、1826年には教授となり、この後30年近く教えることになった。
1846年にはフリードリヒ・ヴィルヘルム4 世によって宮廷画家に任じられた。
ベガスの子供たちも、多くが美術家になった。

## カール・ベガスの子供たち
- オスカー・ベガス（Oskar Begas：1828–1883）-肖像画家、プロイセン美術院教授。
- アルフレート・ベガス（Alfred Begas；1830–1860）-　役人。
- ラインホルト・ベガス（Reinhold Begas：1831–1911）- 彫刻家、1895年にベルリンのジーゲスアレー（Siegesallee）建設のヘッドとなる。
- ヘルムート・ベガス（Hellmuth Begas：1833–1893) - 役人。
- ヴェロニカ（Veronika：1834–1844）
- アーダルベルト・ベガス（Adalbert Begas：1836–1888）-画家、風俗画家。
- ズザンネ（Susanne：1839–1848）
- カール・ベガス（Karl Begas：1845–1916）- 彫刻家。

## 作品

### 肖像画

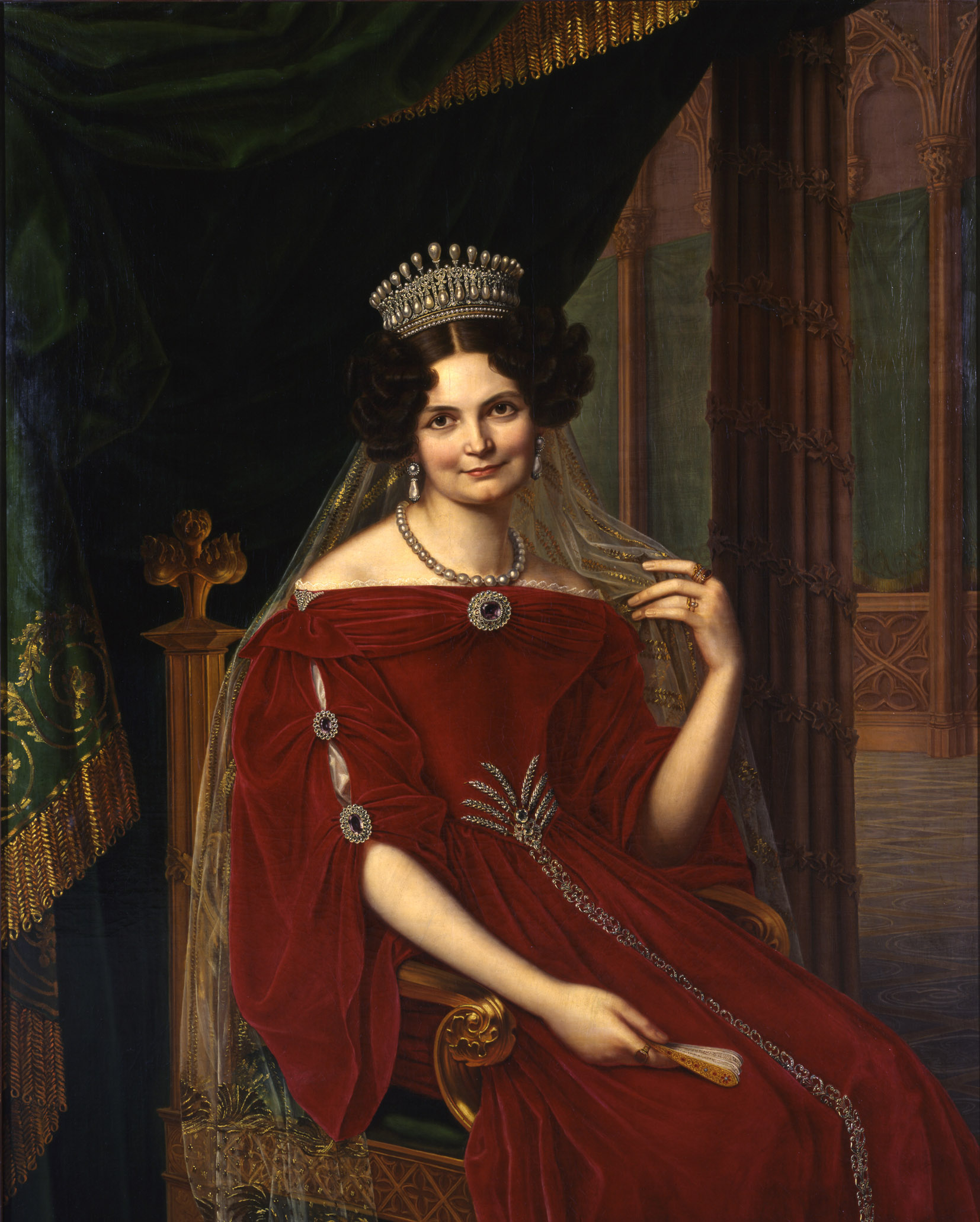
テレーゼ・フォン・バイエルン（バイエルン王女）
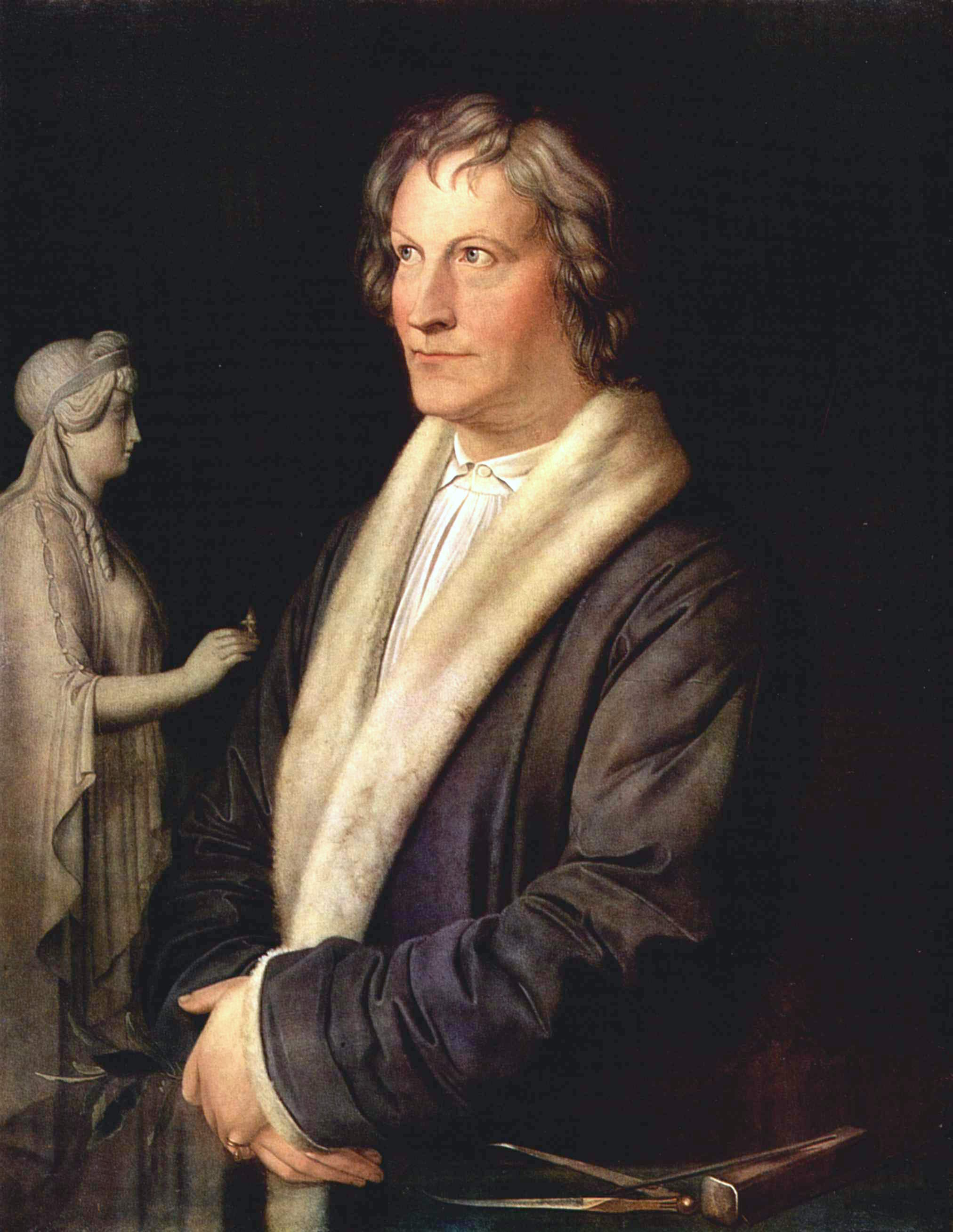
ベルテル・トルバルセン（彫刻家）
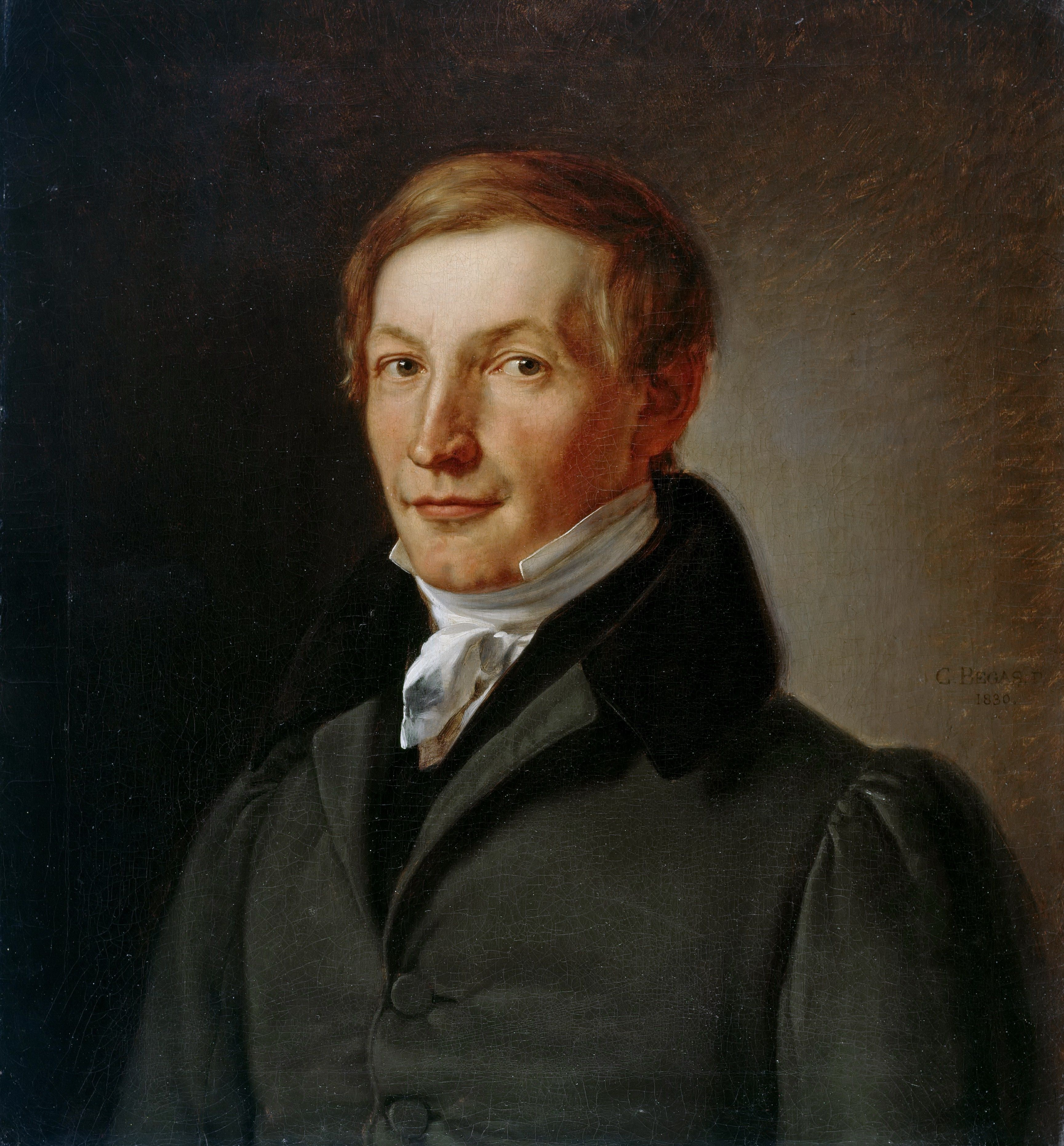
ペーター・ヨセフ・レンネ(造園家)
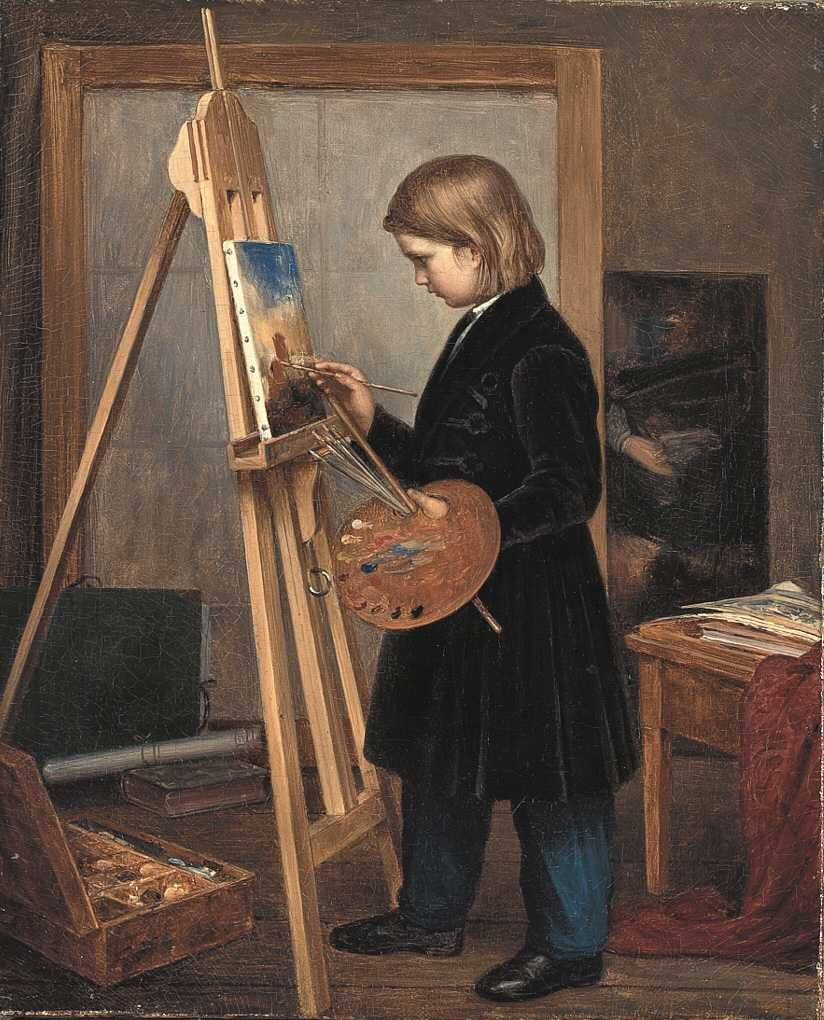
オスカー・ベガス(息子の画家)

### 歴史画・宗教画

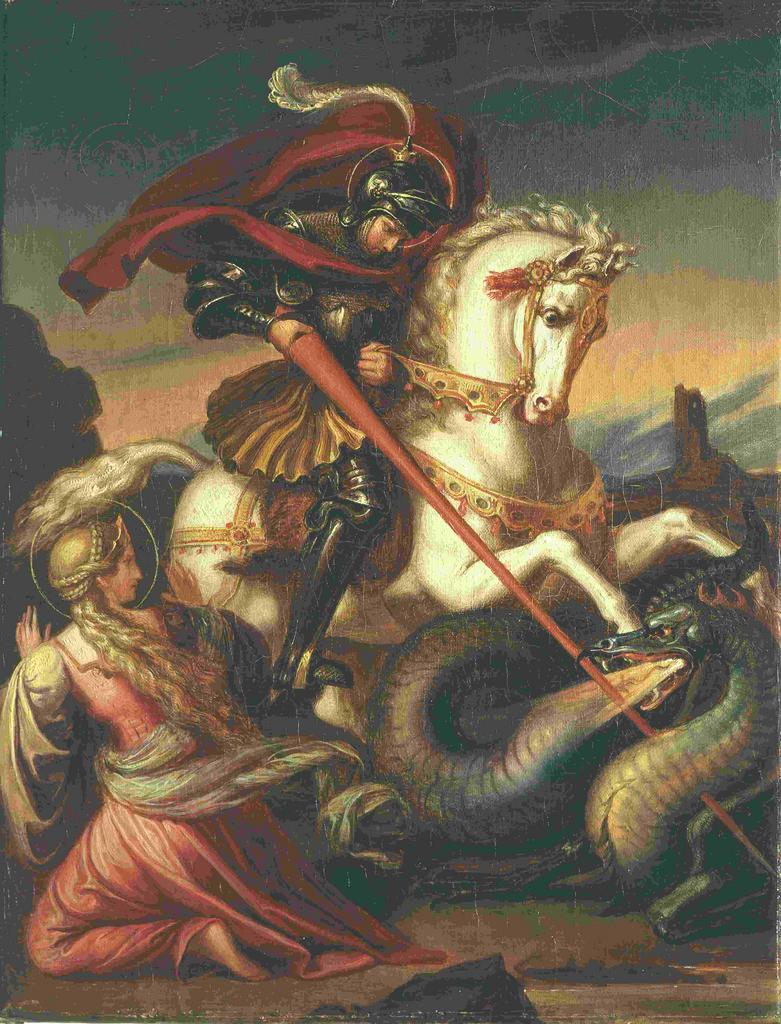
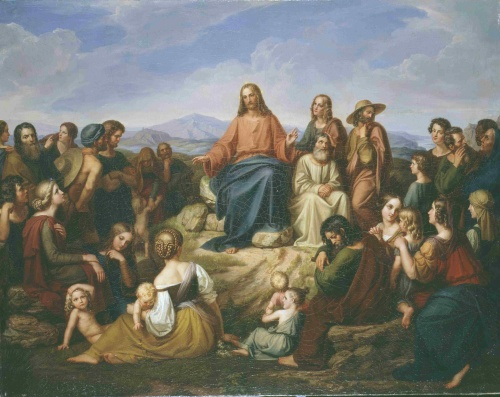
山上の垂訓
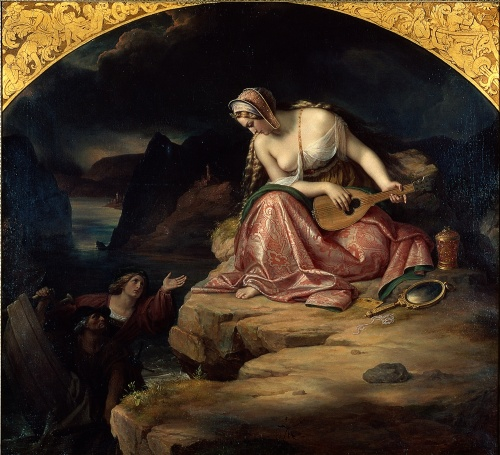
lurelei